# フーイエン県
フーイエン県（フーイエンけん、ベトナム語：Huyện Phù Yên / 縣扶安?）は、ベトナム社会主義共和国ソンラ省の県。面積は1,227.8 km²、人口は115,700人（2019年）である。

## 行政区画
1市鎮26社を管轄する。